# ルーカン伯爵
ルーカン伯爵（Earl of Lucan）は、アイルランド貴族の伯爵位。アイルランド議会とイギリス議会の政治家だった初代ルーカン男爵チャールズ・ビンガムが1795年に叙されたのに始まる。

## 歴史

### ジャコバイト貴族の「ルーカン伯」
パトリック・サースフィールド(1655頃-1693)は、ジェームズ2世の司令官の一人として名誉革命の際にオラニエ公ウィレムと戦った。王位を追われたジェームズ2世から1691年に「ルーカン伯爵(Earl of Lucan)」, 「タリー子爵(Viscount of Tully)」、「ロズベリー男爵(Baron Rosberry)」に叙されたが、これらは英国の法律の下では正式なタイトルとは認められていない（ジャコバイト貴族）。

### ビンガム家
テューダー朝のアイルランド征服の間、エリザベス女王のもとでコンノート総督を務めた海軍司令官リチャード・ビンガム(1528–1599)の甥にあたるサー・ジョージ・ビンガムの子ヘンリー・ビンガム(1573–1658頃)は、ゴールウェイ県のハイ・シェリフやメイヨーのハイ・シェリフ、カスルバー選挙区選出のアイルランド庶民院議員などを務め、1634年6月7日にはノヴァスコシア準男爵位の(メイヨー県カスルバーの)準男爵(Baronet "of Castlebar, in the County of Mayo")に叙された。
ついで初代準男爵の玄孫にあたる7代準男爵サー・チャールズ・ビンガム(1735–1799)は、メイヨー選挙区選出のアイルランド庶民院議員を経て、1776年7月24日にアイルランド貴族爵位メイヨー県カスルバーのルーカン男爵(Baron Lucan, of Castlebar in the County of Mayo)に叙され、アイルランド貴族院議員に列した。その後、ノーサンプトン選挙区から選出されてイギリス庶民院議員も務めた。そして1795年10月1日にアイルランド貴族爵位ルーカン伯爵に叙された。これがルーカン伯爵家の創設となった。
初代伯の孫にあたる3代ルーカン伯爵ジョージ・ビンガム(1800–1888)は、陸軍元帥まで昇進した陸軍軍人であり、少将の頃、騎兵師団を率いてクリミア戦争に参加し、バラクラヴァの戦いの軽騎兵連隊の突撃で負傷した。ジャガイモ飢饉の際にはバリンローデの所有地で2000人の貧困者を立ち退かせ、冷酷な地主として「絶滅者(The Exterminator)」の異名を取った。
その孫である5代ルーカン伯爵ジョージ・チャールズ・ビンガム(1860–1949)は、襲爵前に保守党の庶民院議員を務め、襲爵後にはアイルランド貴族の貴族代表議員として貴族院議員に列した。1931年から1940年にかけては儀仗衛士隊隊長(貴族院与党院内幹事)を務め、その間の1934年6月26日に連合王国貴族爵位ドーセット州メルクーム・ビンガムのビンガム男爵(Baron Bingham, of Melcombe Bingham in the County of Dorset)に叙された。
その孫である7代ルーカン伯爵リチャード・ビンガム(1934-没年不明)は、1974年11月、別居中だった彼の妻の家で彼の子供たちのナニーであるサンドラ・リヴェットの死体が発見された後に失踪した。翌1975年に検死官は失踪した7代伯を犯人と断定した。しかし7代伯の行方はその後も知れないままで、1999年の検認状で死亡宣告されて家族に地所の相続が行われたが、これだけではルーカン伯爵位の継承は起きず、2013年の推定死亡法（Presumption of Death Act 2013)の可決を経て、2016年2月に死亡証明書が発行された。そして同年6月7日の貴族院の決議により息子ジョージ・ビンガムの8代ルーカン伯爵位継承が認められた。2019年現在の当主も彼である。

## 現当主の保有爵位・準男爵位
現当主である第8代ルーカン伯爵ジョージ・ビンガムは、以下の爵位を有する。
- 第8代ルーカン伯爵(8th Earl of Lucan)
（1795年10月1日の勅許状によるアイルランド貴族爵位）
- 第8代メイヨー県カスルバーのルーカン男爵(8th Baron Lucan, of Castlebar in the County of Mayo)
（1776年7月24日の勅許状によるアイルランド貴族爵位）
- 第4代ドーセット州メルクーム・ビンガムのビンガム男爵(4th Baron Bingham, of Melcombe Bingham in the County of Dorset)
（1934年6月26日の勅許状による連合王国貴族爵位）
- 第14代（メイヨー県カスルバーの）準男爵(14th Baronet,  of Castlebar, Co. Mayo)
（1634年6月7日の勅許状によるノヴァスコシア準男爵位）

## 一覧

### カスルバーのビンガム準男爵 (1634年)
- 初代準男爵サー・ヘンリー・ビンガム（英語版） (Sir Henry Bingham, 1573–1658年頃)
- 2代準男爵サー・ジョージ・ビンガム（英語版） (Sir George Bingham, 1625頃–1682)
- 3代準男爵サー・ヘンリー・ビンガム（英語版） (Sir Henry Bingham, -1714頃)
- 4代準男爵サー・ジョージ・ビンガム (Sir George Bingham, -1730頃)
- 5代準男爵サー・ジョン・ビンガム（英語版） (Sir John Bingham, 1696頃–1749)
- 6代準男爵サー・ジョン・ビンガム (Sir John Bingham, 1730–1750)
- 7代準男爵サー・チャールズ・ビンガム (Sir Charles Bingham, 1735–1799)
  - 1776年にルーカン男爵、1795年にルーカン伯爵

### ルーカン伯爵 (1795年)
- 初代ルーカン伯チャールズ・ビンガム (Charles Bingham, 1735–1799)
- 2代ルーカン伯リチャード・ビンガム (Richard Bingham, 1764–1839)
- 3代ルーカン伯ジョージ・チャールズ・ビンガム (George Charles Bingham, 1800–1888)
- 4代ルーカン伯チャールズ・ジョージ・ビンガム（英語版） (Charles George Bingham, 1830–1914)
- 5代ルーカン伯ジョージ・チャールズ・ビンガム（英語版） (George Charles Bingham, 1860–1949)
- 6代ルーカン伯ジョージ・チャールズ・パトリック・ビンガム（英語版） (George Charles Patrick Bingham, 1898–1964)
- 7代ルーカン伯リチャード・ジョン・ビンガム (Richard John Bingham, 1934-没年不明) 1974年に失踪。2016年死亡宣告
- 8代ルーカン伯ジョージ・チャールズ・ビンガム（英語版） (George Charles Bingham,1967-)
  - 法定推定相続人は現当主の息子ビンガム男爵チャールズ・ビンガム (Charles Lars John Bingham, 2020-)